# René Gaulon
René Gaulon, né le 7 juillet 1927 à Cotonou au Dahomey (aujourd'hui Bénin), et mort le 19 avril 2012 à Angers est un joueur et entraîneur de football franco-béninois.

## Carrière
Né dans le Dahomey, en Afrique-Occidentale française, en juillet 1927, René Gaulon évolue au Sporting RC Dakar, au Sénégal, avant de rejoindre la métropole. Il joue alors au Stade français-Red Star en 1949-1950, éphémère club issu d'une fusion, avant de continuer sous les couleurs exclusives du Stade français de 1950 à 1954. Les deux saisons suivantes, il joue cette fois avec le Red Star.
En 1956, il quitte l'Île-de-France pour rejoindre le Stade rennais, qui vient de retrouver la première division après trois années à l'étage inférieur. Il devient titulaire au sein du milieu de terrain de l'équipe bretonne. Au total, René Gaulon reste cinq saisons à Rennes, disputant plus de 160 matchs officiels. Il est notamment décrit par son entraîneur Henri Guérin comme la « plaque tournante », le « distributeur » de son équipe. 
Plusieurs fois international B, il est sélectionné une fois en France A lors du match de l'équipe de France contre la Hollande (professionnels hollandais jouant en France) le 12 mars 1953 à Colombes. 
Ce match ne compterait jamais comme match officiel. 
Il devient également membre de l'équipe du Dahomey après l'indépendance de son pays en 1960.
En 1961, René Gaulon met un terme à sa carrière de joueur professionnel et se consacre au métier d'entraîneur. Il reste en Bretagne en dirigeant d'abord la Stella Maris de Douarnenez, avec qui il obtient une montée en DHR, puis l'AS Brestoise en 1964. Gaulon prend ensuite en mains le SO Cholet qu'il conduit en CFA, puis l'EF Le May-sur-Evre, et enfin le FC Montaigu de 1975 à 1977.
Le 19 avril 2012, il meurt à Angers des suites d'une longue maladie, à l'âge de 84 ans.

## Palmarès
- Champion de France de Division 2 en 1952 avec le Stade français